# Charlotte Croner
Charlotte „Lola“ Croner, später musste sie zusätzlich den „typisch jüdischen“ Vornamen Sara führen, auch Kroner und Kröner (* 1. September 1887 in Berlin; † wahrscheinlich 1944 im KZ Bergen-Belsen) war eine deutsche jüdische Musikerin.

## Leben
Charlotte Croner wurde als jüngste von drei Töchtern der aus Lyck in Ostpreußen stammenden Anna Ida Croner, geb. Flatau und des jüdischen Rechnungsrats Abraham Croner geboren. Ihre ältere Schwester Helene wurde ebenfalls Musikerin.
Sie studierte an der Königlichen akademischen Hochschule für Musik in Berlin und wurde Flötistin.
Croner stellte gemeinsam mit ihrer Schwester Helene einen Aufnahmeantrag bei der Reichsmusikkammer. Dieser wurde Ende August 1935 von Peter Raabe abgelehnt, welches zusätzlich mit einem Berufsverbot einherging:

„Durch diese Entscheidung verlieren Sie mit sofortiger Wirkung das Recht zur weiteren Berufsausübung auf jedem zur Zuständigkeit der Reichsmusikkammer gehörenden Gebiete.“

Ein anschließend gestellter Widerspruch wurde erst am 12. Juli 1937 abgelehnt.
Gemeinsam mit ihrer Schwester Helene und ihrer verwitweten Mutter bewohnte sie bis Ende der 1930er Jahre eine Wohnung in Berlin-Schöneberg in der Eisenacher Straße 119. Charlotte und Helene Croner wurden in den 1938 bzw. 1941 im Auftrag der NSDAP herausgegebenen antisemitischen Publikationen „Judentum und Musik – mit einem ABC jüdischer und nichtarischer Musikbeflissener“ und „Lexikon der Juden in der Musik“ verzeichnet.
Am 19. Mai 1943 erhielten die Schwestern die Aufforderung, sich im Sammellager Große Hamburger Straße (Berlin) einzufinden. Von hier wurden die Schwestern am 28. Juni 1943 mit dem 39. Osttransport als Nr. 188 in das Vernichtungslager Auschwitz deportiert. Aufgrund ihrer musischen Begabung wurden beide in das Mädchenorchester von Auschwitz aufgenommen. Ihr Spitzname wurde „Tante“.
Ihre Schwester Helene und ihre Mutter Anna Ida Croner, sie war bereits Anfang Dezember 1942 ins Ghetto Theresienstadt deportiert worden, überlebten den Holocaust ebenfalls nicht. Ihre Mutter starb Ende Februar 1943 und Helene vermutlich Ende desselben Jahres.
Nach dem Tod von Alma Rosé übernahm im April 1944 die Russin Sonia Winogradowa das Orchester und konnte die Bedingung durchsetzen, dass keine jüdischen Musikerinnen mehr im Orchester auftreten durften. Daraufhin wurde Croner mit den anderen jüdischen Mitgliedern des Mädchenorchesters nach Bergen-Belsen verschleppt und ist dort u. a. mit einer weiteren ehemaligen Musikerin des Mädchenorchesters, Julie Stroumsa, umgekommen.